# جائحة فيروس كورونا في سورينام
توثق هذه المقالة آثار جائحة فيروس كورونا 2019-2020 في سورينام، وقد لا تشمل جميع الاستجابات والإجراءات الرئيسية المعاصرة.

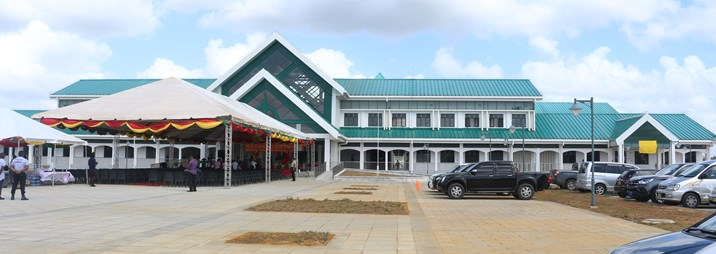
المستشفى الإقليمي بضاحية وانيكا

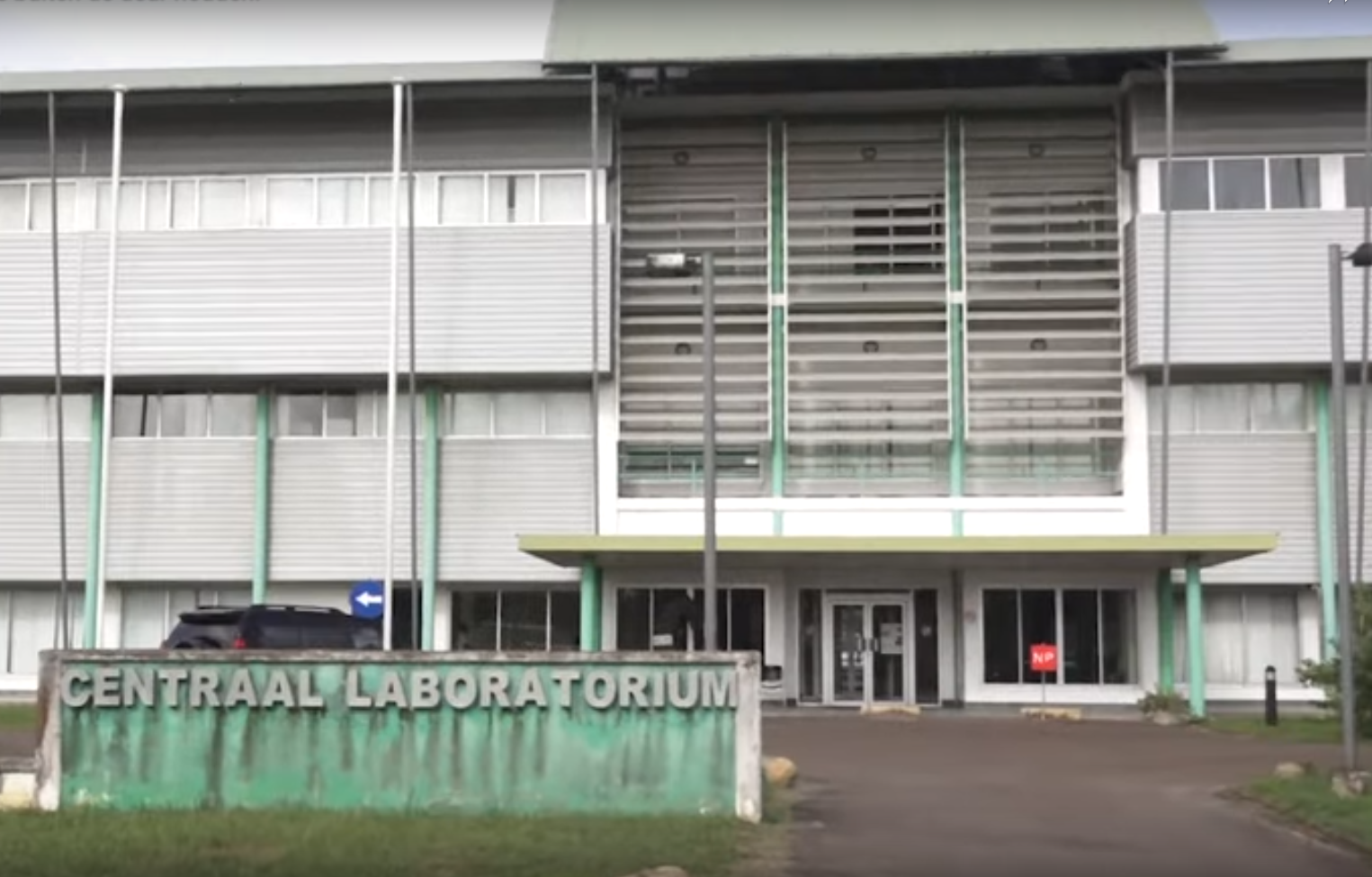
المختبر المركزي في باراماريبو

## خلفية
في 12 يناير 2020، أكدت منظمة الصحة العالمية عن ظهور فيروس كورونا المستجد كسبب للمرض التنفسي الذي أصاب مجموعة من الأشخاص في مدينة ووهان، مقاطعة خوبي، الصين، إذ أُبلغ عنهم إلى منظمة الصحة العالمية في 31 ديسمبر 2019. كانت نسبة الوفيات بين الحالات المُشخصة بكوفيد-19 أقل بكثير من جائحة فيروس سارس في عام 2003، لكن انتقال العدوى كان أكبر، والوفيات أيضًا.

## الجدول الزمني
في 13 مارس 2020، أعلن نائب رئيس سورينام أشوين آدين أول حالة مؤكدة من فيروس كورونا في البلاد وكانت لشخص وصل من هولندا. ونتيجة لذلك، أعلنت الدولة إغلاق حدودها وجميع المطارات في منتصف ليل 14 مارس.

## الإعادة إلى الوطن
أثار إغلاق الحدود في البداية قلقًا لدى الأجانب الموجودين داخل سورينام والسوريناميين الموجدين خارج وطنهم. إن سورينام مستعمرة سابقة لهولندا وتعتبر الهولندية لغة رسمية فيها، لذلك يوجد دائمًا حركة كبيرة للناس ذهابًا وإيابًا.
في البداية، سُمح ببعض رحلات العودة إلى الوطن بما في ذلك الرحلات الجوية إلى هولندا، لكن مستوى الإصابات في الخارج وكشْف حالتين على متن طائرة قادمة من أروبا قد أثار المخاوف والقلق.
في 3 أبريل، كان من المقرر إعادة مجموعة من الهولنديين إلى سورينام، لكن طرأت مشكلة في الطائرة التي وصلت متأخرة بيوم. وقد تم إيواؤهم في فندقين وعزلهم فيهما لأن مواطنين هولنديين من غيانا كانوا على متن نفس الرحلة. أعادتهم طائرة ثانية إلى وطنهم في 5 أبريل.
في 7 أبريل، أعلنت دانييل فيرا أن إعادة مواطني سورينام الموجودين في الخارج قد تأجلت في الوقت الراهن. أُعلِن أيضًا أن الحجر الصحي في المنزل لن يُسمح به بعد الآن، وهذا بسبب مغادرة بعض الأشخاص منازلهم على الرغم من عزلهم.
اعتبارًا من 9 أبريل، كان هناك 893 شخصًا عالق في الخارج، 603 في هولندا و88 في الولايات المتحدة. أُعيد 513 شخصًا من الأجانب الموجودين في سورينام إلى أوطانهم.
في 14 أبريل، اتصلت دانييل فيرا بآيرين لالجي، وهي محامية تمثل مئة من الأشخاص العالقين في هولندا، لإبلاغها بأنهم يستعدون لتحديد موعد أول رحلة إعادة للوطن هذا الأسبوع، وزيادة القدرة على الحجر الصحي.
في 15 أبريل، تقطعت السبل بمجموعة تضم أكثر من 40 شخصًا من ترينيداد في سورينام وكانوا في حالة مستعصية. كان قد تم التعاقد مع 33 شخصًا من المجموعة من قبل شركة ستاتسولي الوطنية للنفط. وعلى الرغم من الاتصالات المتعددة التي أجريت مع القنصلية والجماعة الكاريبية، لم يُوضع أي خطط لإعادتهم إلى وطنهم. في 30 أبريل، أفادت التقارير بأنهم استأجروا طائرة وسيعودون إلى وطنهم قريبًا.
أُعلن عن أول رحلة عودة من أمستردام إلى باراماريبو، عاصمة سورينام. في يوم الاثنين 20 أبريل، سيُعاد أول 200 شخص إلى ديارهم. شددت فيرا أنهم سيُحجرون صحيًا في فندق بابيلون، وفندق رويال توراريكا ومنتجع إيكو. وفي المقابل، ستعيد الطائرة الهولنديين العالقين في سورينام في 21 أبريل.
في 24 أبريل، صرّح جيسورن عن تعذر نقل أربع جثث لأشخاص متوفين حديثًا في هولندا إلى سورينام. توفي اثنان منهم جرّاء مرض كوفيد-19.
هناك مجموعة من الكوبيين الذين تقطعت بهم السبل في سورينام دون مال. وأشارت فيرا إلى أنه يجري النظر في رحلة إعادتهم إلى ديارهم.
في 4 مايو، أُعلِن عن المرحلة التالية من الإعادة إلى الوطن: 6 مايو: بليم، البرازيل، 7 مايو: غيانا، 8 مايو: المجموعة الثانية للأشخاص العالقين في هولندا والبالغ عددهم 220 شخصًا. تم تأجيل الرحلة المتوجهة إلى بليم حتى 7 مايو كي يتسنى للبرازيليين العالقين في سورينام الذهاب. 15 مايو: الهند.
في 15 مايو، أعيد 11 هندي من أصل 23 إلى وطنهم. وسيكون لزامًا على من تبقى من العالقين أن يتواصلوا مع السفارة. ولن تكون هناك رحلات إعادة إلى الوطن في الوقت الراهن، ويعود هذا أيضًا إلى وجود 576 شخصًا ضمن الحجر الصحي.

### يونيو 2020
في 1 يونيو، أعلن الرئيس بوترس فرض الإغلاق الجزئي بدءًا من الساعة 6 مساءً حتى الساعة السادسة صباحًا، إلى جانب إلغاء جميع إجراءات تخفيف القيود المفروضة.
في 3 يونيو، أعلن نائب الرئيس أشوين آدين فرض إغلاق كامل بدءًا من الساعة السادسة من مساء يوم الرابع من يونيو حتى الساعة السادسة من صباح يوم الثاني عشر من يونيو، مع الطلب من جميع المواطنين بقاءهم في المنزل، على أن تبقى محلات السوبر ماركت والمخابز ومحطات الوقود وغيرها مفتوحةً منذ الساعة الثامنة صباحًا حتى الساعة الخامسة مساءً.
في 5 يونيو، وُضعت قرية نيو جاكوبكوندر والقرى المحيطة بها تحت الحجر الصحي. يُذكر أيضًا إجراء الفحوصات لسكان القرى الداخلية الأخرى لتقصي المصابين.
في 6 يونيو، أعلنت دانييل فيرا فرض إغلاق كامل بدءًا من يوم الإثنين 8 يونيو حتى 21 يونيو، بسبب عدم التزام المواطنين بإجراءات الإغلاق المخففة.
في 8 يونيو، مُنع المواطنون من الخروج من منازلهم باستثناء عدد محدد من الأفراد حسب أسمائهم. أُبلغ عن وقوع وفاة ثانية في مستشفى وانيكا الإقليمي صباح هذا اليوم؛ امرأة تُدعى هايدي بيناس، وفقًا لما ورد في تصريحات الرئيس بوترس. يُذكر أيضًا إلغاء نظام تسجيل المركبات الذي استخدمته سورينام لتقييد حركة مواطنيها.
في 11 يونيو، ثبتت إصابة جيري سلينغارد بكوفيد-19، ويُذكر أنه جزء من فريق إدارة جائحة كوفيد-19 ومدير مركز التنسيق الوطني للطوارئ. ضمّت قرية سيباليويني الواقعة على الحدود مع البرازيل 11 إصابةً من بين الإصابات الجديدة البالغ عددها 24 في هذا اليوم.
في 12 يونيو، توفي شخص ثالث بكوفيد-19 في منزله، وجرى اختبار المريض بعد وفاته بسبب تماشي أعراضه مع أعراض فيروس كورونا.
في 14 يونيو، طلبت حكومة سورينام المساعدة من الحكومة الهولندية. تأكد انخراط منظمة سورينامرز فور سورينامرز (إس يو 4 إس يو) في الجهود الساعية لمكافحة الجائحة، دون الإعلان عن مزيد من التفاصيل. بدأت إس يو 4 إس يو برنامجًا سعت عبره لجمع الأموال في سورينام وهولندا في نهاية هذا الأسبوع.
في 19 يونيو، أنجبت الأم التي ثبتت إصابتها بـكوفيد-19 ولدًا يتمتع بصحة جيدة.
في 20 يونيو، أُعلن عن تخفيف إجراءات الإغلاق، ليبدأ منذ الساعة 21:00 حتى الساعة 05:00، بدءًا من الساعة الخامسة من مساء يوم الأحد 21 يونيو.
في 27 يونيو، سُجّلت 76 حالةً جديدة، كُشف معظمها بعد إجراء منظمة ميديسي زينديغ الخيرية عددًا من الاختبارات في جنوب شرق سورينام، إذ أظهرت وجود إصابات في معظم القرى التابعة لتلك المنطقة.

### يوليو 2020
في 1 يوليو، أظهرت نتائج اختبار بول سوموهاردجو، رئيس حزب الإمبراطورية المجيدة والشريك الائتلافي في الحكومة الجديدة، إصابته بكوفيد-19، عقب نقله إلى المستشفى الأكاديمي في باراماريبو مساء يوم 30 يونيو. خضع كل من تشان سانتوخي وغريغوري رسلاند وروني برونزويك للحجر الصحي، بسبب عقدهم اجتماعات طويلة مع سوموهاردجو حول موضوع الحكومة الجديدة. رُجِّح دخول عدد أكبر من السياسيين في الحجر الصحي. أكّد ألبرت رامدين لصحيفة دي فاري تسيت استمرار عملية انتقال السلطة عبر تغيير شكل الحكومة وانتخاب رئيس ونائب رئيس جديدَين، رغم ضرورة إعادة ترتيب بعض الأولويات والإجراءات. جاءت اختبارات كل من رسلاند وبرونزويك موجبةً، بينما كانت نتائج اختبار سانتوخي سالبةً.
في 2 يوليو، أُعيد جدولة اجتماع الجمعية الوطنية المزمع عقده في 2 يوليو، ليُقام في السادس من يوليو. نفت نتائج اختبار الرئيس بوترس إصابته بكوفيد-19. يُذكر أيضًا اختبار جميع أعضاء الجمعية الوطنية للتأكد من إصابتهم بالفيروس.
في 3 يوليو، أعلن ديو شارمان، نائب رئيس الجمعية الوطنية، تأجيل الانتخابات الرئاسية حتى 10 يوليو 2020 على أقل تقدير، ليُقرر عقدها لاحقًا في 13 يوليو.
تطوع 30 طبيبًا للقدوم من هولندا إلى سورينام، وشهد الثالث من يوليو مغادرة أول سبعة أطباء. يُذكر أن الأطباء جميعهم من ذوي الخبرة في التعامل مع مرض كوفيد-19.
في 5 يوليو، أُبلغ عن إصابة 83 موظفًا في منجم روزبل للذهب بكوفيد-19. مضى على احتجاز العاملين داخل المناجم ثلاثة أسابيع حتى هذا اليوم عقب إغلاقها، وما يزال تاريخ انتهاء الحجر الصحي مجهولًا.
بدءًا من 6 يوليو، أُعيد فتح المدارس لطلاب السنوات الامتحانية، مع بقاء المدارس في المناطق المكتظة بالإصابات في شرق سورينام مغلقةً تماشيًا مع إجراءات الإغلاق العام المفروض على قرى تلك المنطقة. شملت هذه الإجراءات المنطقة الواقعة بين جزيرة ستومنسايلاند وقرية أنطونيو دو برينكو.
في 17 يوليو، أعلن وزير الصحة الجديد عمار رمضان عن سياسة جديدة تنشر الوزارة فيها البيانات الصحية الرسمية مرةً واحدةً يوميًا في الساعة 20:00 (ت ع م -03:00)
في 20 يوليو، بدأ إنشاء مرفق للحجر الصحي والعزل في ستومنسايلاند. يُذكر أيضًا إجراء فريق طبي عددًا من الاختبارات بين 11 يوليو و15 يوليو في المناطق الداخلية الواقعة بين ستومنسايلاند وديتابيكي، لتظهر لاحقًا 23 حالةً موجبةً من أصل 32 شخصًا جرى اختبارهم.

## الاجراءات الوقائية
أُعلن عن فرض إغلاق عام مخفف بدءًا من الساعة السادسة من مساء الرابع من يونيو حتى الساعة السادسة من مساء يوم 12 يونيو. تحول الإغلاق المخفف إلى إغلاق كلي خلال الفترة الممتدة بين 8 يونيو و21 يونيو. مُنع المواطنون من الخروج إلى الشوارع باستثناء أيام محددة وفق توزيع مستند إلى كنية الفرد.
فُرضت الإجراءات التالية في سورينام بدءًا من 21 يونيو:
- إغلاق عام منذ الساعة 21:00 حتى الساعة 05:00،[36] ليبدأ لاحقًا في 6 يوليو منذ الساعة 22:00 حتى 05:00.[52][53]
- استمرار إغلاق الفنادق والكازينوهات والكنائس والمراكز الرياضية، مع السماح بعودة الشركات الأخرى إلى العمل.[36] أمكن لجميع الشركات إعادة فتح أبوابها مع الالتزام بإجراءات التباعد الاجتماعي بدءًا من السادس من يوليو.[52][53]
- اقتصار عمل المطاعم على الطلبات الخارجية فقط.[36]
- السماح بانطلاق الرحلات الجوية الداخلية مع الالتزام بقيود معينة.[36]
- السماح بالزيارات القصيرة للمسنين.[36]
- فرض حالة الطوارئ التي زادت سلطة الحكومة لتتمكن من أخذ المباني والمكاتب الشاغرة لاستخدامها كمواقع للحجر الصحي.
- إيقاف خدمات وسائل النقل العام،[54] لتعود إلى الخدمة في 6 يوليو، مع الالتزام بقواعد البروتوكول الصحي.[52]
- حظر التجمعات التي تضم أكثر من 5 أشخاص.[48]
- إعادة فتح المدارس في 6 يوليو لطلاب السنة الامتحانية.[53]

استثني شرق سورينام وبقي تحت الإغلاق العام، إذ امتدت المناطق المغلقة من ستومنسايلاند إلى أنطونيو دو برينكو.

### التدابير القديمة
سرى مفعول التدابير التالية في سورينام حتى تاريخ 4 يونيو:
- إغلاق جميع الحدود والمطارات والموانئ.[54] سُمح بتسيير الرحلات الجوية الداخلية بدءًا من 22 مايو، ليُعاد تعليقها لاحقًا بدءًا من 31 مايو.
- إغلاق جميع المدارس.
- حظر التجمعات التي تضم أكثر من 10 أشخاص.[54] مُنعت التجمعات التي تضم أكثر من 50 شخصًا بدءًا من 10 مايو. زادت حدة الإجراءات منذ 2 يونيو، إذ حُظرت التجمعات التي تضم أكثر من 5 أشخاص.
- حظر التجول بين الساعة 20:00 والساعة 06:00. خُففت فترة حظر التجول اعتبارًا من 10 مايو، ليبدأ منذ الساعة 23:00 حتى الساعة 05:00، لكن مع استمراره منذ الساعة 18:00 حتى الساعة 06:00 في المناطق المحيطة بأنهار مارويجيني وتاباناهني ولاوا. تغيرت مدة منع التجول في 2 يونيو، ليبدأ منذ الساعة السادسة مساءً حتى السادسة صباحًا.
- منع الحجر الصحي المنزلي للإصابات الجديدة.[10]
- فرض حالة الطوارئ التي زادت سلطة الحكومة لتتمكن من أخذ المباني والمكاتب الشاغرة لاستخدامها كمواقع للحجر الصحي.
- إيقاف خدمات وسائل النقل العام.[54]
- السماح بإعادة فتح المنشآت التجارية، بما فيها الفنادق والمدارس الرياضية، اعتبارًا من 15 مايو شريطة التزامها بقواعد التباعد الاجتماعي.[20] سُمح بإعادة فتح الأسواق والكازينوهات بدءًا من 22 مايو، لكن أُعيد فرض القيود في 2 يونيو.

## الحدود

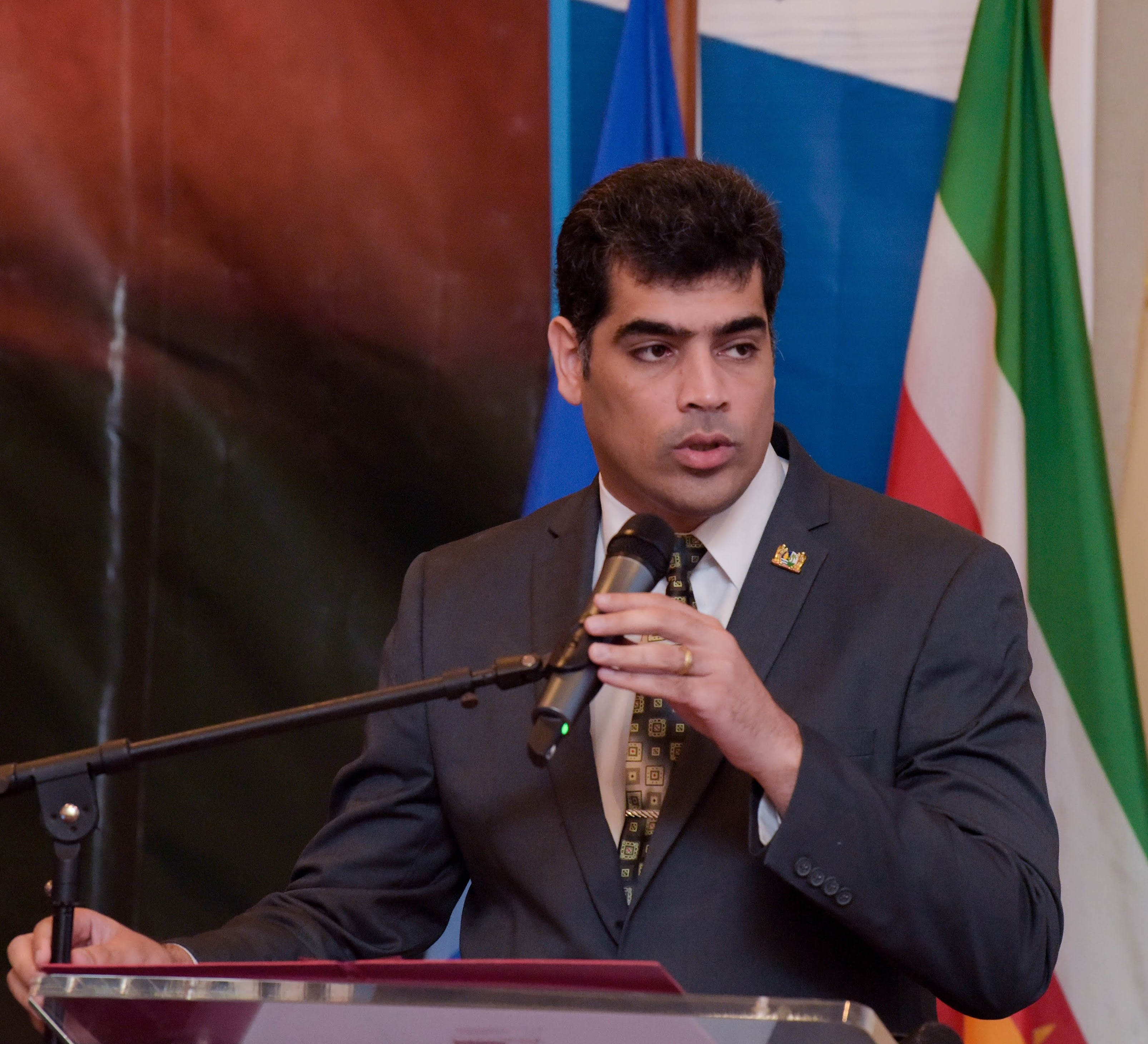
آشوين آدين - نائب رئيس سورينام

يفصل نهر مارويجيني أو ماروني بين سورينام وغيانا الفرنسية. لا يوجد جسر بين البلدين، ويتعين استخدام العبّارة للمرور عبر الحدود بين ألبينا وسان لوران دو ماروني. في 11 أبريل، أعلنت سورينام وفرنسا عن جهود مشتركة لمنع عبور جزر مارويجيني بشكل غير قانوني، وأقامت نقطة اتصال في ألبينا وسان لوران دو ماروني. في 13 أبريل، حشد رئيس جمهورية غينيا الفرنسية الجيش على امتداد النهر بأكمله لحراسته. في 15 أبريل، أعيد جون صموئيل، رئيس الحزب السياسي دي نيوا فيند «الريح الجديدة»، إلى جانب القنصل السابق إلى غينيا الفرنسية، عندما حاول عبور النهر بصورة غير قانونية لزيارة أسرته. فُرِض إغلاق تام للأنهار على الحدود الشرقية بدءًا من 30 أبريل، وقد شمل ذلك نهر مارويجيني ولاوا وتاباناهوني. سيسمح بمرور الحالات الضرورية، أمّا الأشخاص الذين يعبرون الأنهار بشكل غير قانوني سيُوضعون في الحجر الصحي لمدة 14 يومًا. حتى 2 مايو، يُحظر استخدام الجرّافات العائمة «سكالينز» (جرّافات تنقيب الذهب) في الأنهار. إذ كانت غيانا الفرنسية قد احتجت على تزايد المنقبين عن الذهب والغير قانونيين في أغلب الأحيان.
يحدها نهر كورنتاين من جهة غيانا، ويجب استخدام عبّارة كاناوايما للمرور عبر الحدود بين نيو نيكيري وكوريفرتون، غيانا. والجسر بين أبورا وأوريلا في غيانا مايزال قيد التخطيط. في 21 أبريل، وافقت سورينام وغيانا على السماح بالتجارة القانونية عبر نهر كورنتاين، لأن الإغلاق أسفر عن نقص في الغذاء والوقود في قريتي الهنود الأمريكيين أوريلا وسيباروتا. ستبقى الحدود مغلقة أمام الأشخاص المسافرين.
وُضِعت حدود سورينام مع البرازيل بموجب معاهدة الحدود، وتتألف بشكل أساسي من غابة مطيرة لا يمكن اختراقها، ويمكن الدخول إليها من خلال مناطق المارون والشعوب الأصلية التي يُعتبر بعضها مناطق مستقلة بحكم القانون مثل شعب نديوكا. وقد أدى اكتشاف الذهب إلى معابر حدودية غير قانونية وإنشاء قرى في منطقة الحدود. تستغل تجارة المخدرات الدولية أيضًا هذا الطريق.

## وفيات بارزة
حتى تاريخ 17 أبريل، لم يُبلغ عن وقوع سوى وفاة واحدة في سورينام، لكن وقعت عدة وفيات جرّاء كوفيد-19 لشخصيات بارزة في الخارج كانوا إمّا يحملون جنسية سورينامية أو لهم صلة قوية بسورينام.
في 30 مارس، جورج سيبا، القنصل الفخري لسورينام في البرازيل توفي في ريو دي جانيرو.
في 3 أبريل، هانز براد، السفير السابق لسورينام لدى هولندا والرئيس السابق لديوان المحاسبة السورينامي، توفي في روتردام.
في 10 أبريل، باس مولدر، كاهن كاثوليكي هولندي معروف بكونه شخصية إعلامية ومروج رياضي، قضى معظم حياته في سورينام، وتوفي في بوكسمير، هولندا.
في 12 أبريل، توفي المغني الهولندي السورينامي وعازف الإيقاع القرعي كيشن بوليزنغ في المركز الطبي الأكاديمي في أمستردام، هولندا في سن الخامسة والثلاثين.

## إدارة الأزمات
أُنشئ فريق وطني للاستجابة في مجال الصحة العامة في يناير 2020، وبدأت منظمة الصحة العالمية بوضع خطة استجابة بقيادة مديرة وزارة الصحة العامة، كليوباترا جيسون. بالتعاون مع منظمة الصحة للبلدان الأمريكية، بدأ المختبر المركزي (وكالة الصحة العامة – بي. أو. جي.) تطوير نظام اختبار للفيروس والذي تم إكماله في 5 فبراير، وتدريب العاملين في مجال الرعاية الصحية. تُجرى الاختبارات أيضًا في المختبر الطبي الميكروبيولوجي التابع لمستشفى باراماريبو الأكاديمي.
وفي مارس 2020، عيّن مجلس الوزراء فريق إدارة كوفيد-19 تحت قيادة مديرة وزارة الصحة العامة كليوباترا جيسون وقد تألف من:
- مديرة الأمن القومي، العقيد دانييل فيرا
- مدير مركز التنسيق الوطني لإدارة الكوارث، جيري سلينغارد
- ممثلو الوزارات التالية:

وزارة التعليم والعلوم والثقافة، وزارة التجارة والصناعة، وزارة الأشغال العامة والنقل والاتصالات، وزارة الدفاع، وزارة العدل والشرطة، وزارة التنمية الإقليمية، وزارة الخارجية، وزارة الشؤون الاجتماعية والإسكان العام، وزارة المالية، وزارة الزراعة وتربية الماشية ومصائد الاسماك
- ممثل مكتب الصحة العامة
- ممثلو عدة مستشفيات

بهدف إدارة انتشار مرض كوفيد-19 (سارس-كوف-2) بفعالية والحد من الآثار السلبية للأزمة على الصحة العامة والأمن والاقتصاد، استخدمت حكومة سورينام المادة الدستورية 72ج للإعلان عن حالة مدنية استثنائية، وأقرت في البرلمان قانون «الحالة الاستثنائية» المتعلقة بكوفيد-19.
وقد سمحت المادة 2 من القانون بإنشاء فريق لإدارة الازمات برئاسة نائب رئيس سورينام، آشوين آدين، ويضم الفريق بالحد الأدنى الأعضاء التالي ذكرهم الذين عيّنهم رئيس سورينام ديزي دي بوترس:
- مديرة الأمن القومي، العقيد دانييل فيرا[69]
- مدير وزارة العدل والشرطة
- مديرة وزارة الصحة العامة، كليوباترا جيسون
- مدير مركز التنسيق الوطني لإدارة الكوارث، جيري سلينغارد
- رئيس مجلس المستشفى الوطني
- رئيس لجنة الأزمات الوبائية (بالتنسيق مع مدير مكتب الصحة العامة، الذي يتألف من عالمين سوريناميين من علماء الأوبئة واثنين من أخصائيي الصحة العامة)
- عالمان سوريناميان من علماء الأمراض السارية والمُعدية وطبيب سريري.

مكّن أيضًا قانون «الحالة الاستثنائية» من إنشاء لجنة أزمة برلمانية برئاسة جينيفر سايمنز. يتعين إبلاغ اللجنة بالتدابير التي تتخذها الحكومة لإدارة الأزمة، وتملك سلطة اتخاذ قرارات ملزمة عبر البرلمان بشأن هذه التدابير المتعلقة بالامتثال لقانون «الحالة الاستثنائية». وقد تم تمديد القانون لمدة شهر واحد اعتبارًا من 10 يوليو 2020. وشغل روني برانسويجك منصب آشوين آدين.
نتيجة لانتخابات عام 2020، سيُستبدل فريق إدارة كوفيد-19 في 16 يوليو 2020. وستتقاعد دانييل فيرا وجيري سلينغارد. ولن تُدار أزمة كوفيد-19 من قِبل مديرية الأمن القومي بعد الآن.
تعتبر جائحة كوفيد 19 في سورينام (بالإنكليزية: COVID-19 pandemic in Suriname)، جزءًا من الجائحة العالمية لمرض فيروس كورونا المستجد لعام 2019 (كوفيد 19)، والذي سببه فيروس كورونا المرتبط بالمتلازمة التنفسية الحادة الشديدة النوع 2 (SARS-CoV-2). تأكد وصول الفيروس إلى سورينام في يوم 13 مارس عام 2020. كانت الحالة الأولى لشخص سافر من هولندا إلى سورينام في الأسبوع السابق لاكتشاف إصابته. وفي يوم 3 أبريل عام 2020، توفيت أول حالة. وفي يوم 3 مايو عام 2020، تعافت الحالات التسع الموجودة كافةً. وفي يوم 18 مايو، حُددت الحالة الحادية عشرة.

## خلفية
في يوم 12 يناير 2020، أكدت منظمة الصحة العالمية (WHO) أن فيروس كورونا المستجد كان السبب في المرض التنفسي المنتشر بمجموعة من الناس في مدينة ووهان الصينية بمقاطعة هوبي، والذي أُبلغ عنه إلى المنظمة في يوم 31 ديسمبر 2019. كان معدل الوفيات في كوفيد 19 أقل بكثير عنه في مرض السارس لعام 2003، ولكن كان معدل انتشار كوفيد 19 أعلى بشكل كبير، مع عدد وفيات مرتفع.

### مارس 2020
في يوم 2 مارس، أُغلق الطريق المعروف باسم باكتراك بين سورينام وغويانا الفرنسية. كان هذا الإغلاق في البداية لمدة أسبوع واحد، ولكنه مُد حتى إشعار آخر.
اعتُبرت دولة سورينام في خطر بسبب «ضعف» النظام الصحي بها. وفي يوم 3 مارس، لم يكن جيري سيلينغارد، بمركز التنسيق الوطني لإدارة الطوارئ (NCCR)، واثقًا من قدرة الدولة على التعامل مع وقوع تفشٍ ضخم، وقال: «إذا تحدثنا عن حالتين أو ثلاث حالات؛ سنتمكن من التعامل معه، ولكن سيكون الأمر مختلفًا في حالة مئة أو ألف حالة».
في يوم 13 مارس، أعلن نائب رئيس سورينام، أشوين أدين، عن أول حالة مؤكدة لفيروس كورونا المستجد في البلاد: وكان مواطنًا وصل من هولندا قبل عدة أيام من إجراء اختباره التشخيصي الإيجابي. ولهذا، أعلنت الدولة إغلاق حدودها وجميع مطاراتها من منتصف الليل يوم 14 مارس.
في يوم 16 مارس، أُغلقت جميع المدارس لمنع أي زيادة في انتشار المرض.
في يوم 24 مارس، أصبح أنطوان جولي، السفير الفرنسي في سورينام، ثامن المصابين. نُقل جولي إلى كايين بغويانا الفرنسية؛ بسبب حالته المستقرة، في يوم 29 مارس حيث دخل الحجر الصحي.
في يوم 28 مارس، أُعلن تطبيق إغلاق جزئي بالبلاد مع حظر تجول من الساعة 20:00 حتى الساعة 06:00 بواسطة الرئيس ديزي بوترس. دعم شعب المارون والسكان الأصليون هذه القرارات. أمر بونو فيلانتي، غرانمان (الرئيس الأعلى) لشعب النديوكا، شعبه أن يبقوا بالمنزل. أرسل ألبرت أبويكوني، غرانمان شعب الساراماكا، رسالةً صوتيةً إلى زعماء القبائل لتطبيق هذه التدابير. أعلن إيبومادي بيلينابين، غرانمان شعب الويانا، إغلاق قريتهم. أعلنت رابطة زعماء القرى الأصلية في سورينام عن تدابيرها الخاصة بجائحة كوفيد 19.

### أبريل 2020
في يوم 2 أبريل، خرج ثلاثة مرضى من المستشفى بعد أن صارت نتائج اختبارهم سلبيةً مرتين. سيظل هؤلاء المرضى في الحجر الصحي المنزلي لمدة أسبوع. اختُبر 274 شخصًا، بما يشمل العاملين بمجال الرعاية الصحية.
حذر ستيفان سانغ وزير التجارة والصناعة والسياحة من أوقات عصيبة مقبلة. كانت الدولة بالفعل في أزمة مالية وكانت الأوضاع سيئةً؛ إذ كان التصنيف الائتماني CCC+ طبقًا لتصنيفات ستاندرد آند بورز.
أعلنت سورينام في يوم 3 أبريل عن عن أول حالة وفاة بها مرتبطة بكوفيد 19. كان الضحية زوجًا للحالة الأولى.
كان هناك عشر حالات مؤكدة حتى هذا اليوم. نشرت الحالة الأولى المرض إلى خمسة أشخاص. ووصلت حالتان من جزيرة أروبا. ونشر أحد المصابين كثيري الخروج المرض إلى شخصين آخرين. يوجد بالمستشفيات 30 جهاز تنفس اصطناعي، واشتكى طاقم مستشفى سانت فينسنسيوس، يوم 16 مارس، من نقص الإمدادات الطبية اللازمة للتعامل مع مرضى كوفيد 19 بالشكل الكافي.
في يوم 6 أبريل، افتُتح جناح خاص بكوفيد 19 في مستشفى وانيكا الإقليمي بمدينة ليليدورب. يُعتبر مستشفى وانيكا أحدث مستشفيات سورينام، والذي افتُتح يوم 7 فبراير عام 2020. وكان السفير أنطوان جولي قد تلقى السفير الرعاية الصحية بهذا المستشفى. سيُستخدم هذا المستشفى أيضًا في إجراءات الحجر الصحي. أعلنت الأكاديمية الدولية في سورينام عن استمرار الاختبارات عبر الإنترنت، وأنها ستستخدم الإنترنت في تتبع الطلبة.
في يوم 7 أبريل، تعافى السفير جولي من كوفيد 19. وصُرح رسميًا بتعافي المرضى الثلاثة الذين خرجوا من المستشفى يوم 2 أبريل. صرح أندريه ميسييكابا وزير الشؤون الاجتماعية والإسكان، أن سورينام لم تصل بعد إلى حالة توزيع أموال الطوارئ، ولكن وُزعت عُلب الطعام إلى مئات القرى داخل البلاد.
في يوم 8 أبريل، وافقت جميعة سورينام الوطنية على إقرار قانون الحالة الاستثنائية لكوفيد 19 (قانون الطوارئ). سيُطبق قانون الطوارئ لمدة ثلاثة أشهر ما لم تمد الجمعية الوطنية فترة تطبيق القانون لمدة ثلاثة أشهر أخرى لمرة واحدة فقط. تبرعت شركة علي بابا بجهازي تنفس اصطناعي، و30 ألف قناع وجه و2000 عُدة اختبار لوزارة الصحة.
في يوم 9 أبريل، أعلن الاتحاد الأوروبي عن منحة قدرها ثمانية ملايين يورو، ما يُعادل 8.6 مليون دولار أمريكي، والتي ستُمنح لوكالة الصحة العامة الكاريبية (CARPHA) لمكافحة فيروس كورونا المستجد. تعتبر سورينام واحدةً من أعضاء الوكالة البالغ عددهم 24 دولةً.
في يوم 11 أبريل، لوحظ الرئيس بوترس وهو يحضر تجمعًا كبيرًا بالحزب الوطني الديمقراطي (سورينام) بمدينة فلورا مع عدم التزامه بالتباعد الاجتماعي على الرغم من مخاطبته الشعب يوم 10 أبريل، والحث على التزام التباعد الاجتماعي. وفي يوم 13 أبريل، اعتذر الرئيس على هذا التصرف.
في يوم 13 أبريل، صُرح عن تعافي حالتين جديدتين. ما زال الشعب يواجه تلاعبًا بالأسعار. لا ترتبط الأسعار المتزايدة فقط بأزمة كورونا، ولكنها ساءت بعد قانون العملة الذي مُرر يوم 24 مارس ليجعل المعاملات بالعملات الأجنبية غير قانوني.
في يوم 16 أبريل، بدأت الدروس التعليمية تُبث عبر التلفاز بدءًا من هذا اليوم؛ بسبب عدم وضوح موعد استئناف الفصول الدراسية العادية.
صرحت مينوش بروميت من وزارة الصحة أن ارتداء أقنعة الوجه بواسطة من هم في صحة جيدة غير ضروري في هذا الوقت؛ بسبب عدم وجود انتشار للفيروس بين أفراد المجتمع في سورينام.
في يوم 17 أبريل، خرج المواطنون العائدون إلى سورينام من مدينة ميامي، على متن رحلة يوم 2 أبريل الجوية، من الحجر الصحي بعد فحصهم قبل الخروج. يوجد حتى هذا اليوم 41 شخصًا في الحجر الصحي. وفي يوم 20 أبريل، صرح جيري سيلينغارد أن المجموعة التي كانت في الحجر الصحي حاولت عبور الحدود بطريقة غير قانونية.
في يوم 20 أبريل، أعلنت مديرة وزارة الصحة، كليوباترا ييسورون، عن تعافي ثلاثة مرضى، وأنهم سيخرجون بعد التأكد من سلبية نتائج اختبارهم التشخيصي مرتين.
في يوم 23 أبريل، أغلقت مؤسسة «الرسالة الطبية» الخيرية عيادتها الخارجية في قرية خونيني كريكيموفو. خالط أحد الموظفين هناك إحدى الحالات التسع التي شُخصت بالأمس آنذاك في بلدية غراند سانتي بإقليم غويانا الفرنسية. اقتصرت بعض العيادات الخارجية الأخرى على حالات الطوارئ والتوليد فقط في ضاحية سيباليويني الشرقية، وكانت هذه العيادات متاحةً فقط عبر الهاتف للحالات الأخرى. أعلنت مؤسسة الرسالة الطبية في يوم 25 أبريل عن إرسال فريق مختص بالوبائيات إلى خونيني كريكيموفو لفحص واختبار جميع المواطنين هناك. ستقوم السلطات الفرنسية بالمثل في الجهة الأخرى من النهر. أُعيد فتح عيادة خونيني كريكيموفو في يوم 30 أبريل. كان الموظفان في صحة جيدة، وطُهرت العيادة. فُحص سكان قرية جابو تابيكي، وكانت نتائج اختبارهم سلبيةً. في يوم 13 مايو، أبلغت الخدمات الصحية الفرنسية عن عدم وجود أي حالات جديدة في بلدية غراند سانتي لمدة أسبوعين.
في يوم 29 أبريل، خرج شخص آخر من المستشفى بعد أن كانت نتائج اختباره سلبيةً مرتين. سيُعلن عن تعافي هذا الشخص رسميًا إذا ظلت نتائج اختباره سلبيةً بعد مرور أسبوع. ما زال هناك شخص واحد في مسشتفى إس لاندس.

### مايو 2020
في يوم 2 مايو، نشرت صحيفة ستار نيوس خروج آخر حالة من مستشفى إس لاندس بعد أن كانت نتائج اختبارها سلبيةً مرتين. شُخصت الحالة يوم 13 مارس ولم يُصرح بتعافيها رسميًا حتى هذا اليوم. كان العدد الكلي للأشخاص الذين خضعوا للاختبار حتى هذا اليوم 532 شخصًا.
في يوم 3 مايو، أصبحت سورينام خاليةً من الفيروس رسميًا. ذكَّر فريق إدارة الأزمة الجميع بأن يظلوا حذرين، وأنا الوضع الحدودي للدولة ما زال مصدر قلق. ولضمان زوال مرض كوفيد 19، أُخذت العينات لمعهد باستور في كايين. ووضح ميرداد كازانجي، مدير المعهد، أن كلا المختبرين كانا يرسلان العينات السلبية والإيجابية لبعضها البعض بغرض ضبط الجودة.
في يوم 5 مايو، قدم البنك الدولي 412 ألف دولار أمريكي إلى سورينام لشراء الإمدادات الطبية الأساسية اللازمة لاستجابة الدولة الطارئة لجائحة كوفيد 19 (فيروس كورونا المستجد).
في يوم 9 مايو، أعلن الرئيس بوترس تخفيف حظر التجول ليكون من الساعة 23:00 حتى الساعة 05:00 بدءًا من يوم 10 مايو. سيُخفف إغلاق الأنهار مارويني، ولافا، وتابانهوني ليكون من الساعة 18:00 حتى الساعة 06:00. ستضع الدولة برنامج دعم اقتصادي، وخُططًا لاستئناف عمل المدارس يوم 1 يونيو.
في يوم 11 مايو، أعلنت الحكومة عن برنامج دعم اقتصادي. خُصص 400 مليون دولار سورينامي لمساعدة الشعب والأعمال التجارية. تبرعت هاواي بألف حاسوب لوحي لأغراض التعليم الإلكتروني.
في يوم 13 مايو، أعلنت وزارة المالية عن برنامج دعم للعمل والضرائب.
في يوم 18 مايو، حُددت الحالة الحادية عشرة في البلاد. كانت هذه الحالة لأحد الخارجين عن القانون الذي اعتُقل مع تسعة آخرين بالقرب من مدينة نيو أمستردام. في يوم 21 مايو، أعلن الرئيس بوترس تعليق الإغلاق الجزئي للبلاد خلال يومي 24 و25 مايو؛ بسبب الانتخابات المقبلة، ولكنه أعاده في يوم 26 مايو. سيُسمح للطيران الداخلي بالعمل داخل سورينام بدءًا من يوم 22 مايو.
في يوم 25 مايو، أُجريت انتخابات عامة في البلاد رغم ظروف الجائحة.
في يوم 28 مايو، اكتُشفت حالة جديدة. وكانت لشخص عائد من غويانا الفرنسية إلى مدينة ألبينا في سورينام.
في يوم 30 مايو، اكتُشفت حالتان جديدتان. وكان أصل العدوى مجهولًا في كلا الحالتين. سترسل الدولة فريق وبائيات إلى ضاحية ماريويني للتحقيق في الأمر. عُلقت الرحلات الجوية الداخلية في إجراء احترازي، بالإضافة إلى إغلاق جسر ستوكرتسيفر. كانت مفوضة ضاحية بوفن ساراماكا، إيفون بيناس، واحدةً ممن كانت نتائج اختبارهم إيجابيةً.
في يوم 31 مايو، عزلت قرية كلاسكريك نفسها في الساعة 18:00. كانت كلاسكريك المدينة التي قد صوتت فيها إيفون بيناس. ارتفع عدد الحالات النشطة إلى 23 حالةً. وكان حساب عدد الحالات بأنه 24 حالةً خاطئًا، وصُحح هذا الخطأ.